# Modesty Blaise
Modesty Blaise fue una tira de prensa protagonizada por el personaje de ficción homónimo, creada por el guionista Peter O'Donnell y el dibujante Jim Holdaway en 1963. La historieta relata las aventuras de Modesty Blaise, una extraordinaria joven de grandes dotes y pasado criminal, y su leal compañero Willie Garvin. Fue adaptada a la literatura, en trece novelas y varias colecciones de relatos cortos ya desde 1965, y al cine en 1966, 1982, y 2003.

## Trayectoria editorial
Entre los años 1970 y 1978 fue dibujada por el español Enric Badia Romero.

## Sinopsis

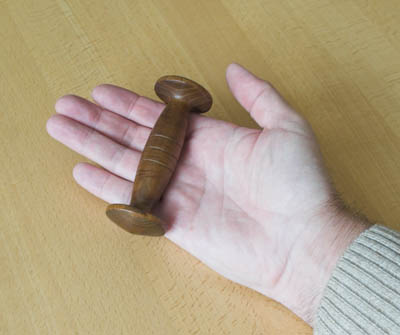
Un yawara o "kongo", como se llama en las historietas de Modesty Blaise a su arma favorita.

En 1945 una chica escapó de un campo de concentración en Kalyros, Grecia. No recordaba nada de su breve pasado, ni siquiera su nombre y durante los siguientes años vagabundeó por diversos países mediterráneos, aprendiendo a sobrevivir en condiciones extremas. Trabó amistad con otro refugiado errante, un erudito húngaro llamado Lob que le dio una educación y un nombre: Modesty (Blaise se lo añadió ella misma más tarde, a propósito del tutor del legendario Merlín). Con el tiempo, tomó el control de una banda criminal en Tánger y la expandió a nivel internacional como "The Network". También conoció a Willie Garvin, que sería su mano derecha a partir de entonces. Se afirma que

La relación entre Modesty y Willie es de las más memorables que se han dado nunca en un tebeo. Amigos, pero no amantes; compañeros, pero sin depender una del otro, o viceversa. La igualdad absoluta.